# 潮商
潮商，廣東的潮州民系商人，既原潮州府的中心城市潮州、汕头和揭阳三个地级市以及丰顺县的商人合称“潮商”，与徽商，晋商合称为中国的三大商帮。
- 注：原属潮州府大埔县商人，一般也将潮州府时代的大埔商人纳入潮商，其中以张弼士为代表他们一般以潮商自居，其在烟台马来西亚登第倡议建立潮州会馆。

## 代表人物
- 旧上海滩

郭子彬、郑建明、郑尧臣、郭信臣、柳杰士、郑介臣、郑培之、郭若雨、陈玉亭
- 上海

姚文琛
- 北京

黄光裕，前中国大陆首富
- 广州

朱孟依，广州首富
- 深圳

马化腾
- 汕头

蔡东青
- 香港

李嘉诚：有香港首富、亞洲首富和华人首富之稱
林百欣、庄世平、罗鹰石、李泽楷、廖烈文、馬介璋
- 澳门

刘艺良
- 泰国

苏旭明：泰国华人首富
谢慧如、郑午楼、郑子彬、陈弼臣
黄子明、陈有汉、谢国民、吴玉音、郑明如
- 新加坡

连瀛洲、佘有进、林义顺
- 马来西亚

钟廷森
- 越南

陈金成、陈荣源：越南华人首富
- 柬埔寨

陈丰明：柬埔寨华人首富
刘明勤、杨启秋、方侨生、李安弟、
- 老挝

张贵龙：老挝华人首富
- 澳大利亚

周泽荣：
- 法国

陈克威：法国华人首富

## 重要事件
2000年首届潮商大会在汕头举行。

## 评论
《清稗类钞》农商类潮人经商篇：潮人善经商，窭空之子，只身出洋，皮枕毡衾以外无长物。受雇数年，稍稍谋独立之业，再越数年，几无不作海外巨商矣。尤不可及者，为商业之冒险进行之精神。其赢而入，一遇眼光所达之点，辄悉投其资于其中，万一失败，尤足自立；一旦胜利，倍蓰其赢，而商业之挥斥乃益。